# Ipszoszi csata
Az ipszoszi csatát Kr. e. 301-ben vívták a közép-phrügiai Ipszosz közelében a diadokhoszok. Ez volt a diadokhosz háborúk utolsó és legnagyobb csatája. Szeleukosz, Kasszandrosz és Lüszimakhosz szövetsége csapott össze Antigonosznak és fiának, Démétriosznak a hadaival.

## Háttér

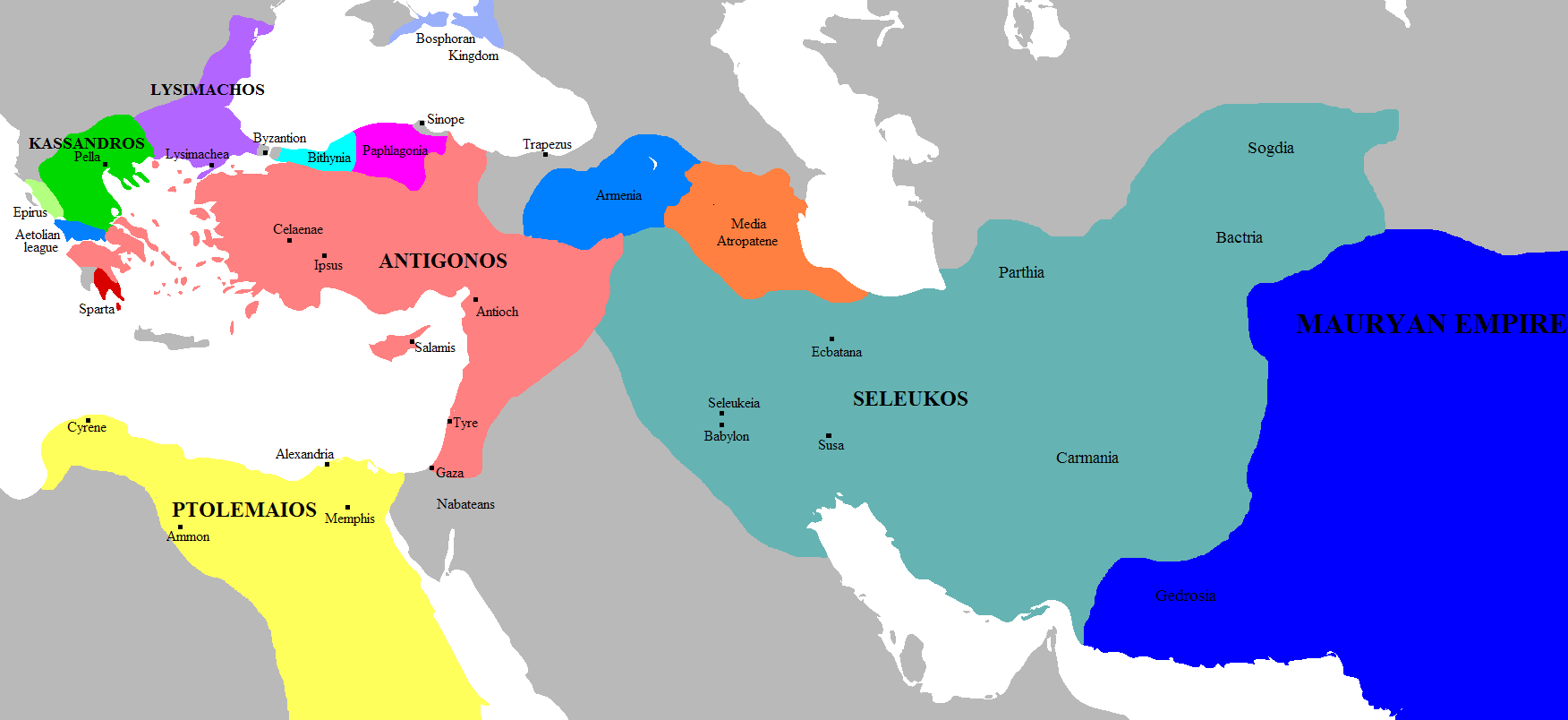
A diadokhosz államok

Antigonosz 80 évesen az utolsó „öreg” hadvezér volt a diadokhoszok közt, aki még II. Philipposz makedón király alatt is szolgált a makedón hadseregben. Uralma kiterjedt a mai Törökország, Szíria, Libanon és Palesztina területére. Birodalma nagyságát fiával folyamatosan növelni tudta, és lépésről lépésre haladt célja felé, hogy újra egységesítse Nagy Sándor birodalmát.
Azonban a többi diadokhosz szövetkezett ellene, és együttes erővel akarták megállítani. Az Antigonidák indultak előnyösebb helyzetből, hiszen Kasszandroszt, aki Hellászt és Makedóniát uralta végleg meggyengítették a hellászi hódításaik, Ptolemaiosz pedig még nem kapott új erőre a legutóbbi összecsapásuk óta. Az egyedüli diadokhosz, aki felvehette a versenyt Antigonosszal Szeleukosz volt.
Szeleukosz kihasználta, hogy ellenfele le van kötve nyugaton, és egy hadjárattal Indiáig terjesztette ki birodalmát. Itt összecsapott Csandragupta Maurjával, a Maurja birodalom alapítójával. Csandragupta ellen ugyan vereséget szenvedett, de legkeletibb bakhtriai területeit elcserélte 500 harci elefántra, melyeket sikeresen vetett be az ipszoszi csatában, és amelyek végül eldöntötték a csata menetét.
Közben Ptolemaiosz is hátba támadta Antigonoszt, és szíriai területeket foglalt el tőle.

## A hadjárat
A hadjáratot Lüszimakhosz kezdte meg, aki átkelt a Boszporuszon és Anatólia belsejéig nyomult. Kasszandrosztól elszigetelve, az Égei-tenger túloldalán, hosszú utánpótlási útvonallal állt tehát szemben az Antigonidákkal, akik hazai terepen voltak, sokkal nagyobb sereggel és 75 harci elefánttal. Szeleukosz azonban közeledett kelet felől Lüszimakhosz segítségére. A két sereg egyesülését Antigonosznak nem sikerült megakadályoznia, így a két sereg 60 ezer fős összlétszáma már vetekedett Antigonosz 75 ezrer fős seregével. A terepviszonyok azonban az utóbbiaknak kedveztek, mivel lovasságuk fejlett volt, amit a sík terepen ki tudtak használni.

## A csata
A csata menetét Plutarkhosz jegyezte le Démétriosz életrajzában.
Az antigonida-had támadó szárnyának Démétriosz által vezetett lovassága hamar megfutamította az ellenséges lovasságot, ám egyedül hagyta az Antigonosz által vezetett phalanxot. Szeleukosz harci elefántjaival megakadályozta hogy a két fél újra egyesüljön, a körbevett gyalogságot pedig kétségbeesve próbálta rendbe szedni Antigonosz. 80 éves kora miatt képtelen volt már páncélt viselni, és hamar elesett a csatában. Egy névtelen katona dárdája nyakon találta. Démétriosznak vesztesen kellett elmenekülnie.

## Következmények
Az ipszoszi csata lezárta Nagy Sándor birodalmának utolsó egységesítési kísérletét. A 3. század elején sorra szilárdultak meg a territoriális monarchiák, Makedóniától kezdve Egyiptomon át Indiáig.